# Megachile diodontura
Megachile diodontura är en biart som beskrevs av Cockerell 1922. Megachile diodontura ingår i släktet tapetserarbin, och familjen buksamlarbin. Inga underarter finns listade i Catalogue of Life.